# Bog Walk
Bog Walk är en ort i Jamaica. Den ligger i parishen Parish of Saint Catherine, i den centrala delen av landet, 25 km nordväst om huvudstaden Kingston. Bog Walk ligger 86 meter över havet och antalet invånare är 12 873. Den ligger på ön Jamaica.
Terrängen runt Bog Walk är huvudsakligen kuperad, men norrut är den platt. Bog Walk ligger nere i en dal. Runt Bog Walk är det tätbefolkat, med 442 invånare per kvadratkilometer. Närmaste större samhälle är Spanish Town, 13,3 km söder om Bog Walk. I omgivningarna runt Bog Walk växer i huvudsak städsegrön lövskog.